# マツダ映画社
株式会社マツダ映画社（マツダえいがしゃ）は、サイレント映画専門の日本の映画会社である。約1,000作品、6,000巻を超えるフィルム・アーカイヴを持つ。

## データ
- 所在地 : 東京都足立区東和3丁目18番4号 [1]
- 初代代表 : 松田春翠 [1]

## 会社概要
1952年（昭和27年）、活動弁士の松田春翠が設立した。松田は、第二次世界大戦終了2年後の1947年（昭和22年）に復員し、サイレント映画の上映される場所での活動弁士としての活動の傍ら、散逸したフィルムの蒐集を始める。翌年、父の名を襲名して二代目松田春翠となり、4年後には同社を設立した。
1959年（昭和34年）、「無声映画鑑賞会」を設立、松田が初代会長に就任した。以降、定期的な上映会を行い、機関紙『活狂』（かつきち）を発行している。
1977年（昭和52年）にはオムニバス映画『噫活弁大写真』、1979年（昭和54年）には監修・原作・脚本稲垣浩、監督山田達雄によるサイレントの劇映画『地獄の蟲』、1980年（昭和55年）には、松田の演出によるドキュメンタリー映画『阪妻 - 阪東妻三郎の生涯』を製作するほか、市川崑監督の『映画女優』（1987年）等に協力した。⇒ #フィルモグラフィ
1987年（昭和62年）8月8日、初代社長二代目松田春翠が死去した。
2001年（平成13年）から、無声映画鑑賞会が編集、アーバン・コネクションズが出版するサイレント映画に関する書籍を同社が監修している。⇒ #ビブリオグラフィ
2007年（平成19年）、同社の取締役で二代目松田春翠の子息・松田豊が相談役を務めるデジタル・ミームから、Talking Silentsシリーズとして、同社の所有する日本のサイレント映画のフィルムをDVD化し、リリースしている。

## フィルモグラフィ
日本映画データベースでの検索結果。
- 『噫活弁大写真』 : 監修稲垣浩、構成向井寛、1977年 - 製作
- 『悪魔の手毬唄』 : 監督市川崑、1977年 - 協力
- 『地獄の蟲』 : 製作松田春翠、監修・原作・脚本稲垣浩、監督山田達雄、1979年 - 製作
- 『ちゃんばらグラフィティー 斬る!』 : 総監修マキノ雅裕、監督浦谷年良、1981年 - 製作協力
- 『夢みるように眠りたい』 : 監督林海象、1986年 - 協力
- 『映画女優』 : 監督市川崑、映画史監修田中純一郎、1987年 - 資料協力
- 『阪妻 - 阪東妻三郎の生涯』 : 製作・演出松田春翠、構成佐藤忠男、1980年 - 1993年 - 製作・配給

## ビブリオグラフィ
国立国会図書館蔵書。
- 『活動弁士 無声映画と珠玉の話芸』、編集無声映画鑑賞会、出版アーバン・コネクションズ、2001年12月 ISBN 4900849502 - 監修
- 『よみがえる幻の名作 日本無声映画篇 映画史探究』、編集無声映画鑑賞会、出版アーバン・コネクションズ、2003年1月 ISBN 4900849618 - 監修
- 『日本無声映画俳優名鑑』、編集無声映画鑑賞会、出版アーバン・コネクションズ、2005年1月 ISBN 4900849758 - 監修

## Talking Silents
Talking Silents（トーキング サイレンツ）は、日本のサイレント映画のシリーズである。マツダ映画社所有のフィルムをデジタル・ミームがリリースしている。以下リストは、DVD題と公開題が異なるものがある。
1. 溝口健二監督作品 『瀧の白糸』『東京行進曲』
  - 『瀧の白糸』 : 監督溝口健二、入江プロダクション、1933年、収録98分 / 原版約150分
  - 『東京行進曲』 : 監督溝口健二、日活太秦撮影所、1929年、収録28分 / 原版111分
2. 溝口健二監督作品 『折鶴お千』『唐人お吉』
  - 『折鶴お千』 : 監督溝口健二、第一映画、1935年、収録90分 / 原版96分
  - 『唐人お吉』 : 監督溝口健二、日活太秦撮影所、1930年、収録4分 / 原版130分
3. 阪東妻三郎出演作品 『雄呂血』『逆流』
  - 『雄呂血』 : 監督二川文太郎、阪東妻三郎プロダクション、1925年、収録74分 / 原版120分
  - 『逆流』 : 監督二川文太郎、東亜キネマ等持院撮影所、1924年、収録28分 / 原版66分
4. 阪東妻三郎出演作品『鯉名の銀平 雪の渡り鳥』『小雀峠』
  - 『雪の渡り鳥』 : 監督宮田十三一、阪東妻三郎プロダクション、1931年、収録60分 / 原版88分
  - 『小雀峠』 : 監督沼田紅緑、マキノ・プロダクション等持院撮影所、1923年、収録39分 / 原版約60分
5. 嵐寛寿郎出演作品『鞍馬天狗 前後篇』『鞍馬天狗 恐怖時代』
  - 『鞍馬天狗 前後篇』 : 監督山口哲平、嵐寛寿郎プロダクション、1928年、収録71分 / 原版88分
  - 『鞍馬天狗 恐怖時代』 : 監督山口哲平、嵐寛寿郎プロダクション、1928年、収録38分 / 原版88分
6. 市川右太衛門出演作品『錦絵江戸姿 旗本と町奴』『怒苦呂』
  - 『錦絵江戸姿 旗本と町奴』 : 監督森一生、新興キネマ京都撮影所、1939年、収録65分 / 原版88分
  - 『怒苦呂』 : 監督白井戦太郎、市川右太衛門プロダクション、1927年、収録32分 / 原版不明
7. 大河内傳次郎出演作品『御誂治郎吉格子』『弥次喜多 尊王の巻・鳥羽伏見の巻』
  - 『御誂治郎吉格子』 : 監督伊藤大輔、日活太秦撮影所、1931年、収録61分 / 原版約100分
  - 『弥次㐂多 尊王の巻』 : 監督池田富保、日活太秦撮影所、1927年、収録15分 / 原版111分
  - 『弥次㐂多 伏見鳥羽の巻』 : 監督池田富保、日活太秦撮影所、1928年、収録8分 / 原版111分
8. 斎藤寅次郎監督作品『子宝騒動』『明け行く空』
  - 『子宝騒動』 : 監督斎藤寅次郎、松竹蒲田撮影所、1935年、収録33分 / 原版44分
  - 『明け行く空』 : 監督斎藤寅次郎、松竹蒲田撮影所、1929年、収録71分 / 原版同
9. マキノ正博監督作品『浪人街 第一話・第二話』『崇禅寺馬場』
  - 『浪人街 第一話 美しき獲物』 : 監督マキノ正博、マキノ・プロダクション、1928年、収録8分 / 原版120分
  - 『浪人街 第二話 楽屋風呂 第一篇』『浪人街 第二話 楽屋風呂 解決篇』 : 監督マキノ正博、マキノ・プロダクション、1929年、収録72分 / 原版200分＋77分
  - 『崇禅寺馬場』 : 監督マキノ正博、マキノ・プロダクション、1929年、収録32分 / 原版120分
10. 牧野省三監督作品『実録忠臣蔵』『雷電』
  - 『忠魂義烈 実録忠臣蔵』 : 監督牧野省三、マキノ・プロダクション、1928年、収録64分 / 原版約180分
  - 『雷電』 : 監督牧野省三、マキノ・プロダクション、1928年、収録18分 / 原版55分

## 註
1. 1 2 3 4  株式会社マツダ映画社のご案内、マツダ映画社、2010年2月20日閲覧。
2. 1 2 3 4  無声映画人物録 松田春翠、マツダ映画社、2010年2月20日閲覧。
3. ↑  無声映画鑑賞会々報「活狂」、マツダ映画社、2010年2月20日閲覧。
4. ↑  噫活弁大写真、日本映画データベース、2010年2月20日閲覧。
5. ↑  地獄の蟲、日本映画データベース、2010年2月20日閲覧。
6. ↑  阪妻 阪東妻三郎の生涯、日本映画データベース、2010年2月20日閲覧。
7. ↑  映画女優、日本映画データベース、2010年2月20日閲覧。
8. ↑  DVDビデオ、マツダ映画社、2010年2月20日閲覧。
9. ↑  日本映画データベース、2010年2月20日閲覧。
10. ↑  OPAC NDL 検索結果、国立国会図書館、2010年2月20日閲覧。